# Dendrobium subfalcatum
Dendrobium subfalcatum är en orkidéart som beskrevs av Johannes Jacobus Smith. Dendrobium subfalcatum ingår i släktet Dendrobium, och familjen orkidéer. Inga underarter finns listade i Catalogue of Life.